# Широпаев, Алексей Алексеевич
Алексе́й Алексе́евич Широпа́ев (род. 23 августа 1959, Москва, РСФСР) — российский публицист, поэт и политический деятель праворадикального направления. Вначале монархист и сторонник православной империи, затем национал-демократ и идеолог русского сепаратизма, сопредседатель партии «Национал-демократический альянс»; позднее вернулся к проимперским взглядам.

## Биография
Окончил Московское художественное училище. Работал художником-реставратором. С середины
1980-х годов он активно участвовал в русском национальном движении и стал известным в среде в ряде православно-монархических организаций, возглавлявшихся Владимиром Осиповым: был членом вначале Христианского патриотического союза, затем Союза «Христианское Возрождение». С конца 1980-х годов публиковался в национал-патриотической прессе, где отстаивал лозунг «Православие, Самодержавие, Народность».
В 1993—1994 годах изменил свои взгляды в сторону нацизма и сблизился с Ильёй Лазаренко, став активистом его небольших по численности организаций. В 1995 году вступил в Народную национальную партию Александра Иванова (Сухаревского) и вскоре стал в ней вторым лицом. В это время он разделял имперские взгляды и написал манифест «православного арийства».
После 2000 года перешёл к неоязыческим взглядам. В 2001 году опубликовал книгу «Тюрьма народа», ставшую манифестом его взглядов. В этой книге главным врагом русского национализма он назвал «Евразийский проект», созданный «хазарами» и «византистами», и изложил свои идеи русского сепаратизма с ориентацией на «белую» Европу. В январе 2007 года вместе с другим публицистом, Вадимом Штепой, Широпаев собрал в Великом Новгороде «национал-демократов», назвавших себя Новгородским вече, символом которого они сделали Ящера (Крокодила), который, по их утверждениям, был важнейшим божеством Северной Руси.
Зимой 2013—2014 годов в период Евромайдана значительная часть национал-демократов в той или иной мере поддержали протестующих. Наиболее последовательно это было сделано НДА. Являясь лидером этой организации, Алексей Широпаев назвал события в Киеве «антиколониальной, демократической, европейской (в плане цивилизационного вектора) революцией».

## Идеи
Свою политическую карьеру начал в период Перестройки в среде православных националистов и называл себя сторонником империи, спустя десять лет сменил взгляды на неоязычество и регионализм.
Писал о «Евразийском проекте», по его мнению, направленном на искоренение, «геноцид» русского народа. Его взгляды, основанные на расовом подходе, характеризуются пессимизмом. Историю России он рассматривает как непрерывное движение от вершин к упадку. По его мнению, начало Руси было положено «чистыми арийцами» (норманнами и венедами — славянами), «нордическими автохтонами», обладавшими высочайшей культурой. Широпаев рассматривал в качестве «белого» европейское население, оплотом которого стал Великий Новгород, «жемчужина Северной Европы». «Светлая эпоха» — это дохазарский период, а «славные предки» — славянские волхвы.
По Широпаеву вся последующая история Руси шла под давлением вначале Хазарии, затем — Византии, которые стремились растворить исконно русских («белых людей») среди «русскоязычной кавказско-татарско-еврейской массы». «Юг» не только осуществляет военную экспансию и стремится физически закабалить «нордический Север», но и осуществляет идеологическую диверсию — навязывание чуждой религии, превращает Русь в «многоплемённый евразийский котел». Это Широпаев называет «Евразийским проектом», крещение Руси он считает началом «евразийского террора». Вся письменная история России изображена террором против «коренного (белого) населения» со стороны монархической власти и православной церкви, а затем красными комиссарами и советской властью. Широпаев называет евреев — «суперевразийцами», целью «Евразийского проекта» которых является установление их власти над всем миром и, прежде всего, «арийским миром».
Самым страшным грехом «евразийства» Широпаев называет «расовое смешение» — «преступление против крови», «нарушение древнеарийских расово-кастовых норм». В этом «преступлении», по Широпаеву, повинен и князь Святослав, которого русские националисты обычно считают положительным героем, победившим «еврейскую» Хазарию. Женитьбу Святослава на «хазарской царевне» Малуше Широпаев называет частью хитроумного плана евреев по внедрению «Проекта», который они с тех пор постоянно продвигали, что привело к революции 1917 года, создавшей «Новую Хазарию». Однако евреи осуществляли «Проект» не напрямую, а через тех представителей своего народа, которые перешли в православие, а также через тюркскую знать. Широпаев значительно расширяет круг «заговорщиков», включая в него различных «инородцев». Элита России никогда не была «кровно связана с народом» и не работала в его интересах.
Погромные походы московских князей против Киева и Великого Новгорода, по мнению Широпаева, свидетельствует об их ненависти к «арийским городам». Образцами для подражания Широпаев называет Литовскую Русь, избежавшую «азиатчины», а также Русский Север, где якобы до настоящего времени сохранились остатки «арийской нордической культуры». Он осуждает колонизацию Сибири, поскольку она способствовала росту межрасовых браков и, тем самым, «расовой эрозии». Положительно Широпаев оценивает сохранившихся «арийцев» — старообрядцев, сопротивлявшихся официальному православию, и вольных казаков, а также немцев в России и их политику, включая немцев, оккупировавших Советский Союз во время Великой Отечественной войны. В немцах на территории России он видит проникновение «свободного духа нордической Европы». Широпаев отмечает «парадокс», противоречащий расовой теории — сочетание элиты, представленной «белой расой», с крепостной зависимостью основной массы «белого населения». Этот «парадокс» он объясняет «Евразийским проектом». Российские «арийские» императоры оказываются слепым орудием чужой воли, носителем которой была «расово чуждая номенклатура», окружавшая как императоров, так и советских вождей. В действие механизм «Проекта» приводили «сионские мудрецы».
Советский Союз он называет «Новой Хазарией», или «Советской Иудеей», описывает как единый огромный ГУЛАГ и пишет об «азиатском терроре» и «геноциде», якобы осуществлённым в отношении «белых людей» «инородцами», следовавшими «голосу крови». Положительно он оценивает катакомбную церковь, якобы разделявшую «доктрину арийского расового превосходства» и подвергавшуюся за это преследованиям, а также русских крестьян, поднимавших восстания против советской власти, по его мнению, следовавших «расовому инстинкту».
Широпаев критикует русских националистов, включая и фашистов, за непоследовательность и уступки «Евразийскому проекту», что лишало их надежды на успех. Он писал о необходимости «расовой революции», символом которой считает свастику — «символ Расового освобождения». Героями он считает немецких нацистов, их пособников, и эсэсовцев и вермахт, которые якобы несли русским освобождение от еврейского и азиатского гнёта. По его словам, «с 1933-го по 1945-й центр Руси был в Берлине». Он писал о проекте «Германской Руси», который якобы мог реализоваться в составе нацистской Германии, но русские этим не воспользовались, чему способствовали «сионские мудрецы».
Корни своих взглядов Широпаев усматривает во Всероссийском национальном союзе, связывая с ним зарождение национал-социализма в России, в реформах Столыпина, по его мнению, направленных на «улучшение расовых качеств русских», а также в языческих мотивах искусства русских модернистов начала XX века. Главными авторитетами он называет Артюра де Гобино, Людвига Вольтмана и Михаила Меньшикова. Вслед за Меньшиковым Широпаев меняет местами метрополию и колонии: центром он называет «колонию», а «метрополию» — «хищной околицей», высасывающей ресурсы из центра и превращающей русских в «белых негров».
Он писал о «бесправии» русских в современной России, считает, что они больше других страдают от «национального гнёта». Финансовую и экономическую помощь центра дотационным республикам он называет «данью», по вековой традиции выплачиваемой «инородцам».
Как политик Широпаев выступает против великодержавия и имперской идеи, ассоциируемых им с «Евразийским проектом». Он не разделяет антизападничества: на «белом» Западе он предлагает искать расовых союзников. Широпаев высказывает сомнения в единстве русского народа и рассматривает его как конгломерат субэтносов, различающихся как психологически, так и физиологически. По этой причине он выступает сторонником русского сепаратизма, полагая, что в нескольких небольших русских по составу государствах будет легче отстаивать интересы русских, чем в большой многонациональной империи. Их центром притяжения, по его мнению, должна стать «Великая Русь», включающая центральные и северо-западные районы России. Она должна стать гомогенной в «культурно-расовом» отношении и ориентироваться на немецкие расовые идеи.
Этот этап Широпаев рассматривает как промежуточный на пути к периоду, когда конфедерация русских республик станет плацдармом для «новой белой колонизации» и образования «современной неоколониальной империи».
Позднее Широпаев заявлял об идее разделения России на семь русских республик и превращение её в «федеративное содружество наций», где нация понимается не в этническом, а в политическом смысле. Вместе с другим праворадикальным политиком Ильёй Лазаренко Широпаев утверждает, что проект «российской нации» провалился, поскольку в приоритете у населения России сохраняется этничность. С этим Лазаренко и Широпаев выступали на Десятых Старовойтовских чтениях 22 ноября 2013 года в Высшей школе экономики в Москве. Центральный федеральный округ Широпаев предложил преобразовать в Республику Залесская Русь и формировать в ней «залесское самосознание». Руководит движением «Залесская Русь» Лазаренко.
Летом 2011 года Широпаев в составе делегации Национал-демократического альянса посетил израильский Кнессет, где провёл встречи с депутатами Аюбом Кара (партия «Ликуд») и Арье Эльдадом (блок «Национальное Единство»).
После визита в Израиль Широпаев переосмыслил своё отношение к евреям, с уважением относится к жизненной практике израильтян и строительстве национального государства. Эволюцию своих взглядов излагает в интервью с редакторским заголовком «Преображение националиста» (январь 2016):

… (были антисемитские высказывания в ваших статьях. Но слышал, что у вас изменились взгляды) … моя поездка в Израиль была следствием изменения моих взглядов. Да, возможно, в своё время я писал какие-то вещи, которые я сейчас не написал бы совсем.

## Критика
По мнению историка В. А. Шнирельмана, Широпаев фактически воспроизводит нацистское отношение к СССР, выдавая эту позицию за голос «свободолюбивой Европы». «Арийский контрпроект» Широпаева, согласно Шнирельману, возрождает идеи немецких нацистов и отражает особенности «догоняющей модернизации» — Широпаев положительно воспринимает образ классической колониальной империи с доминирующим народом-господином и подвластным этому народу колониальным населением. Также Шнирельман отмечает нестандартность для русского национализма в решении проблемы государственности, предложенное Широпаевым, который ориентируется на Запад.

## Сочинения
- Революция продолжается… // Русский вестник. — 1992. — № 24. — С. 11.
- Плоть и кровь // Земщина. — 1994. — № 99—100. — С. 15.
- Сверх-национальный социализм // Наследие предков. — 1995. — № 1. — С. 27—33.
- Тюрьма народа: русский взгляд на Россию. — М.: ФЭРИ-В, 2001.
- Залесье: обретение Родины. 16 мая 2008.